# Urocoras nicomedis
Urocoras nicomedis är en spindelart som först beskrevs av Brignoli 1978.  Urocoras nicomedis ingår i släktet Urocoras och familjen mörkerspindlar.
Artens utbredningsområde är Turkiet. Inga underarter finns listade i Catalogue of Life.